# 965
| Calendário gregoriano                                                        | 965 CMLXV                                             |
| Ab urbe condita                                                              | 1718                                                  |
| Calendário arménio                                                           | 414 – 415                                             |
| Calendário bahá'í                                                            | -879 – -878                                           |
| Calendário budista                                                           | 1509                                                  |
| Calendário chinês                                                            | 3661 – 3662 Início a 5 de fevereiro (aproximadamente) |
| Calendário copta                                                             | 681 – 682                                             |
| Calendário etíope                                                            | 957 – 958                                             |
| Calendários hindus - Vikram Samvat - Calendário nacional indiano - Cáli Iuga | 1020 – 1021 886 – 887 4065 – 4066                     |
| Calendário Holoceno                                                          | 10965                                                 |
| Calendário islâmico                                                          | 354 – 355                                             |
| Calendário judaico                                                           | 4725 – 4726                                           |
| Calendário persa                                                             | 343 – 344                                             |
| Calendário rúnico                                                            | 1215                                                  |
| Calendário solar tailandês                                                   | 1508                                                  |

965 (CMLXV na numeração romana) foi um ano comum do século X do Calendário Juliano, da Era de Cristo, teve início a um domingo e terminou também a um domingo, e a sua letra dominical foi A (52 semanas).
No  território que viria a ser o reino de Portugal estava em vigor a Era de César que já contava 1003 anos.
| Ano completo                    |
| ------------------------------- |
| Ano comum com início ao domingo |

## Nascimentos
- Rei Sueno I da Dinamarca (data provável)
- Alhazen (Abu Ali al-Hasan Ibn Al-Haitham), Físico e matemático árabe (m. 1039)

## Mortes
- Ramiro II de Leão n. 900, rei de Leão.